# Ferrari F1-75
De Ferrari F1-75 is een Formule 1-auto die gebruikt werd door het Formule 1-team van Ferrari in het seizoen 2022. De auto is de opvolger van de Ferrari SF21. Ferrari heeft een streep door de SF-typeaanduiding gezet die sinds 2015 vaste prik is, en noemde haar 2022-auto de F1-75 ter ere van een jubileum: het is 75 jaar geleden is dat de eerste Ferrari-productieauto het levenslicht zag. Dat was de Ferrari 125 S, die op 12 maart 1947 in Maranello voor het eerst werd gestart door Enzo Ferrari.

## Resultaten
| Kleur  | Resultaat                       |
| ------ | ------------------------------- |
| Goud   | Winnaar                         |
| Zilver | Tweede plaats                   |
| Brons  | Derde plaats                    |
| Groen  | Gefinisht (punten behaald)      |
| Blauw  | Gefinisht (geen punten behaald) |
| Blauw  | Niet geklasseerd (NC)           |
| Paars  | Uitgevallen (DNF)               |
| Rood   | Niet gekwalificeerd (DNQ)       |

| Kleur   | Resultaat                              |
| ------- | -------------------------------------- |
| Zwart   | Gediskwalificeerd (DSQ)                |
| Wit     | Niet gestart (DNS)                     |
| Blanco  | Gewond (INJ)                           |
| Blanco  | Uitgesloten (EX)                       |
| Blanco  | Teruggetrokken (WD) / Niet deelgenomen |
| 1, 2, 3 | Sprint positie (punten behaald)        |
| P       | Poleposition                           |
| S       | Snelste ronde                          |

| Jaar | Chassis en banden | Motor         | Coureurs         | 1   | 2   | 3   | 4    | 5   | 6    | 7   | 8    | 9   | 10  | 11   | 12   | 13  | 14  | 15  | 16  | 17  | 18  | 19   | 20  | 21  | 22  | Punten | WK-plaats |
| ---- | ----------------- | ------------- | ---------------- | --- | --- | --- | ---- | --- | ---- | --- | ---- | --- | --- | ---- | ---- | --- | --- | --- | --- | --- | --- | ---- | --- | --- | --- | ------ | --------- |
| 2022 | F1-75 P           | Ferrari 066/7 |                  | BHR | SAR | AUS | EMI  | MIA | SPA  | MON | AZE  | CAN | GBR | OOS  | FRA  | HON | BEL | NED | ITA | SIN | JPN | VST  | MXS | SAP | ABU | 554    | Zilver    |
| 2022 | F1-75 P           | Ferrari 066/7 | Charles Leclerc  | 1PS | 2S  | 1PS | 26   | 2P  | DNFP | 4P  | DNFP | 5   | 4   | 1    | DNFP | 6   | 6   | 3   | 2P  | 2P  | 3   | 3    | 6   | 64  | 2   | 554    | Zilver    |
| 2022 | F1-75 P           | Ferrari 066/7 | Carlos Sainz jr. | 2   | 3   | DNF | 4DNF | 3   | 4    | 2   | DNF  | 2S  | 1P  | 3DNF | 5S   | 4   | 3P  | 8   | 4   | 3   | DNF | DNFP | 5   | 23  | 4   | 554    | Zilver    |